# Liste der Monuments historiques in Pérignac (Charente-Maritime)
Die Liste der Monuments historiques in Pérignac (Charente-Maritime) führt die Monuments historiques in der französischen Gemeinde Pérignac auf.

## Liste der Bauwerke
| Bezeichnung      | Beschreibung                      | Standort | Kennzeichnung | Schutzstatus | Datum | Bild           |
| ---------------- | --------------------------------- | -------- | ------------- | ------------ | ----- | -------------- |
| Kirche St-Pierre | Erbaut im 12. und 13. Jahrhundert | (Lage)   | PA00104836    | Classé       | 1907  | weitere Bilder |

## Liste der Objekte
| Bezeichnung                                | Beschreibung                          | Standort                       | Kennzeichnung | Schutzstatus | Datum | Bild |
| ------------------------------------------ | ------------------------------------- | ------------------------------ | ------------- | ------------ | ----- | ---- |
| Zwei Skulpturen: Apostel Petrus und Paulus | Holz, farbig gefasst, 17. Jahrhundert | in der Kirche St-Pierre (Lage) | PM17001672    | Inscrit      | 1989  |      |